# Judith Faulkner
Judith "Judy" R. Faulkner (agosto de 1943) é uma bilionária norte-americana, CEO e fundadora da Epic Systems, uma empresa de software de saúde localizada em Wisconsin. Faulkner fundou a Epic Systems em 1979, com o nome original de Human Services Computing. Em 2013, a Forbes a chamou de "a mulher mais poderosa na área da saúde", e na lista de bilionários do mundo de 2020 da revista ela foi classificada em 836 e, como uma das mulheres mais ricas que fez por si mesma, tinha um patrimônio líquido de US $ 5,5 bilhões.

## Infância e educação
Faulkner nasceu em agosto de 1943 filho de Louis e Del Greenfield. Os pais de Faulkner inspiraram seu interesse precoce pelos cuidados de saúde; seu pai, Louis, era farmacêutico e sua mãe, Del, diretora do Oregon Physicians for Social Responsibility. Ela foi criada no bairro de Erlton em Cherry Hill, New Jersey e se formou na Moorestown Friends School em 1961. Ela recebeu o diploma de bacharel em matemática pelo Dickinson College e um mestrado em ciência da computação pela University of Wisconsin – Madison.

## Carreira
Em 1979, logo após receber seu diploma de mestre, Faulkner co-fundou a Human Services Computing, com o Dr. John Greist. A Human Services Computing, que mais tarde se tornou Epic Systems, começou em um porão na 2020 University Avenue em Madison, WI. A empresa foi fundada com um investimento de $ 70.000 de amigos e familiares, mas nunca fez investimentos de capital de risco ou private equity e continua sendo uma empresa privada. Na verdade, Faulkner se orgulha do fato de a Epic ser local; eles nunca adquiriram outra empresa e Faulkner afirmou que eles nunca abrirão o capital. A Epic Systems agora detém os registros médicos de mais de 200 milhões de pessoas. Faulkner e sua família atualmente possuem 43% da Epic Systems.

## Prêmios e reconhecimento
- Forbes' America's Top 50 Women In Tech 2018[4]

## Vida pessoal
Faulkner mora em Madison, Wisconsin. Ela é casada com o Dr. Gordon Faulkner, um pediatra. Eles têm três filhos.
Em 2016, Faulkner assinou The Giving Pledge, comprometendo 99% de seus ativos para a filantropia.